# Dipterologie

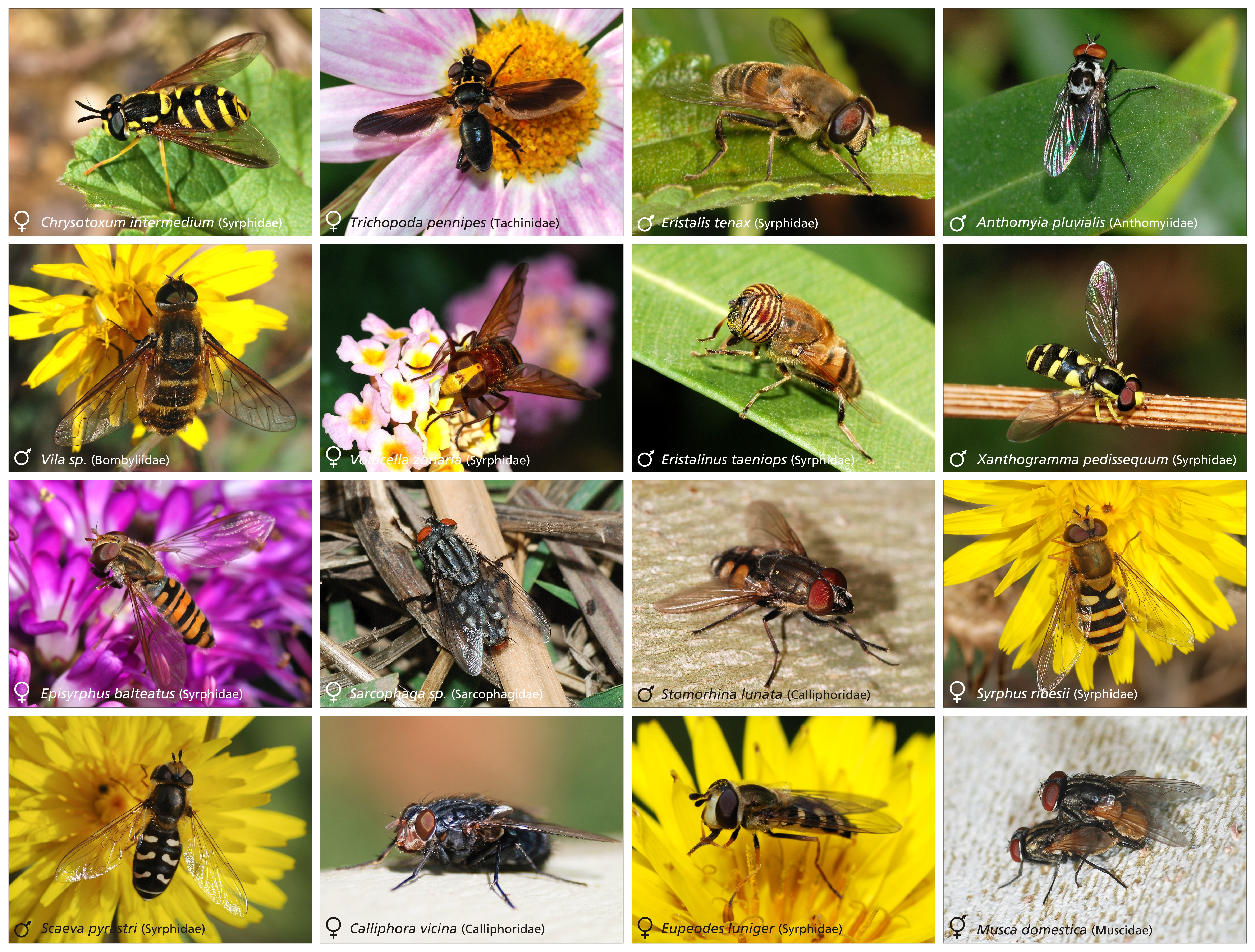
Vertreter der Zweiflügler

Die Dipterologie ist ein Zweig der Entomologie (Insektenkunde), der sich mit den Zweiflüglern (Diptera) befasst. Die Dipterologie bemüht sich, durch Sammeln, Beobachtung und Experimente das Wissen um diese Tiergruppe zu erweitern. Neben der Bestimmung, Erstbeschreibung und systematischen Einordnung dieser Tiere werden auch ihre morphologischen, anatomischen und physiologischen Eigenschaften untersucht. Diese spielen eine wesentliche Rolle als Grundlage für andere Wissenschaften, beispielsweise für die Medizin, wo den Zweiflüglern als Überträger von Krankheiten und Parasiten eine besondere Bedeutung zukommt. Auch in der Forensischen Entomologie spielen die Zweiflügler und ihre Entwicklungsstadien eine besondere Rolle, weil sie Aufschlüsse, etwa über den Todeszeitpunkt, liefern können.
Die Personen, die sich mit dieser Wissenschaft beschäftigen, werden Dipterologen genannt. Einer der Begründer der Dipterologie war Johann Wilhelm Meigen (1764–1845).